# Ravine Clery
Die Ravine Clery ist ein Bach an der Westküste der Karibikinsel St. Lucia.

## Geographie
Der Fluss verläuft im Gebiet des gleichnamigen Stadtviertels La Clery von Castries.